# Aérodrome de Bidar
Pour les articles homonymes, voir IXX et VOBR.
L'aérodrome de Bîdâr (code IATA : IXX • code OACI : VOBR) est un aéroport du Karnataka en Inde. 

## Base militaire

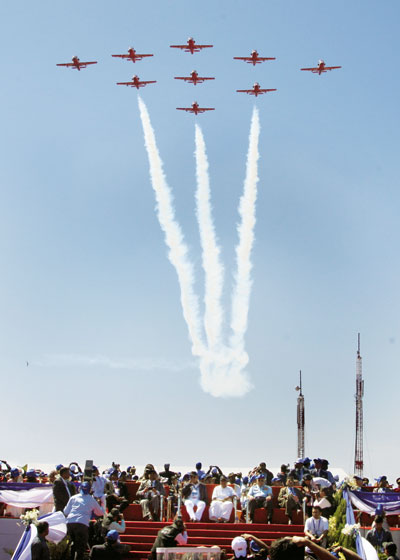
La base militaire.

La base (kannada : ಬೀದರ್ ಏರ್ ಫೋರ್ಸ್ ಸ್ಟೇಷನ್) (hindi : बीदर वायु सेना स्टेशन) sert pour l'entrainement et la maintenance.

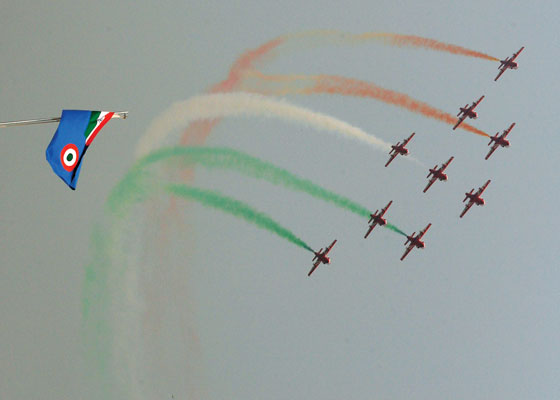
Les Surya Kiran.

C'est la base de rattachement des Surya Kiran.